# Chytriomyces heliozoicola
Chytriomyces heliozoicola är en svampart som beskrevs av Canter 1966. Chytriomyces heliozoicola ingår i släktet Chytriomyces och familjen Chytridiaceae.   Inga underarter finns listade i Catalogue of Life.